# 川内天子
川内 天子（かわち のりこ、1951年9月1日 - ）は、日本の芸能リポーターである。旧名は、川内 朋子（かわうち ともこ）。新潟県出身。身長155cm、血液型はB型。圭三プロダクション所属。

## 略歴
亜細亜大学法学部卒業後、虎の門病院で医療事務の仕事に就く。虎の門病院を退職後、29歳でラジオのリポーターとなる。日本テレビ『ルックルックこんにちは』で芸能リポーターとして出演したのが、テレビの初レギュラーとなる。2013年4月現在、TBS『大久保じゃあナイト』、中京テレビ『キャッチ!』、読売テレビ『朝生ワイド す・またん!』、RKB毎日放送『今日感テレビ』などに出演中。
歌舞伎関連を長く取材し、市川海老蔵には、海老蔵が初舞台を行った5歳の頃から取材をしている。

## 発言
- 海老蔵の妻・小林麻央が出産した第一子が女の子であったことに対し、川内は女の子でよかったと思っており、歌舞伎役者にはなれないが将来はアナウンサーを目指す選択肢もある、と語っている[4]。
- お笑い芸人の、ピースの綾部祐二から告白された、と発言[5]。

## テレビドラマ出演
- お助け屋☆陣八 最終話（2013年3月28日、読売テレビ） - レポーター 役